# 영웅본색 4
《영웅본색 4》(중국어: 英雄本色2018, 영어: A Better Tomorrow 2018)는 2018년에 개봉한 중국의 영화이다.

## 캐스팅
- 왕다루 : 마크 역
- 왕카이 : 카이 역
- 마톈위 : 차오 역
- 린쉐 : 하 형님 역
- 위아이레이 : 창 역
- 우웨 : 고무줄 역